# Сан Мауро Торинезе
Сан Мауро Торинезе (итал. San Mauro Torinese) је насеље у Италији у округу Торино, региону Пијемонт.
Према процени из 2011. у насељу је живело 18521 становника. Насеље се налази на надморској висини од 252 м.

## Становништво
Према резултатима пописа становништва 2011. у општини је живело 18.925 становника.
| 1931. | 1936. | 1951. | 1961. | 1971.  | 1981.  | 1991.  | 2001.  | 2011.  |
| ----- | ----- | ----- | ----- | ------ | ------ | ------ | ------ | ------ |
| 4.357 | 4.437 | 5.282 | 8.521 | 12.667 | 14.655 | 16.746 | 17.817 | 18.925 |

## Партнерски градови
- Mirande, L'Eliana